# Gabriel Cano
Édgar Gabriel „Gary“ Cano Olivas (* 23. Mai 1965 in Chihuahua) ist ein ehemaliger mexikanischer Radrennfahrer.

## Sportliche Laufbahn
Cano war Teilnehmer der Olympischen Sommerspiele 1988 in Seoul. Im Mannschaftszeitfahren belegte Mexiko mit Gabriel Cano, Guillermo Gutiérrez, Héctor Pérez und Luis Rosendo Ramos Maldonado den 22. Rang. Im olympischen Straßenrennen schied er beim Sieg von Olaf Ludwig aus.
Bei den Zentralamerika- und Karibikspielen 1986 gewann er die Silbermedaille im Mannschaftszeitfahren. Eine Bronzemedaille im Mannschaftszeitfahren holte er 1987 bei den Panamerikanischen Spielen.